# Sascha Delbrouck
Sascha Delbrouck (* 12. Juni 1969 in Köln) ist ein deutscher Bassist und Komponist, der sowohl im Jazz- als auch im Blues- und Rockmusikbereich tätig ist.

## Leben und Wirken
Delbrouck begann mit 15 Jahren, Kontrabass und E-Bass zu spielen. Er studierte zunächst im Popstudiengang an der Hochschule für Musik Hamburg, bevor er ab 1990 an der Folkwangschule Essen bei Michinori Bunya und bis 1996 Kontrabass an der Musikhochschule Köln bei Wolfgang Güttler, John Goldsby und Dieter Manderscheid studierte. 1992 war er Mitglied in der Landesjugendbigband Rheinland-Pfalz unter Georg Ruby; bis 1995 gehörte er dann zum BuJazzO, mit dem er Konzerte in Deutschland, den USA und den baltischen Staaten spielte. 
Ab 1994 leitete er die Delbroux Bass Society, die drei Alben einspielte und bei den Leverkusener Jazztagen 1998 auftrat. Daneben gehörte er bis 2001 zum Quartett der Blockflötistin Nadja Schubert, mit dem er in der Philharmonie (1999/2000), dem Subway (Festival des WDR 2000) in Köln und beim Bachfest Leipzig auftrat und drei Alben einspielte. Auch begleitete er Amy Antin. 2001 trat er im Film Liebe macht blind auf. Weiterhin gründete er die Flying Groove Cowboys. Mit Nadja Schubert spielte er im Duo recorder & bass. 2004/2005 und 2007 trat er mit Birth Control in Deutschland und Belgien auf. Seit 2004 gehört er zur Band von Udo Schild. Für die Electric Band von Nadja Schubert  komponierte er auch. In den folgenden Jahren arbeitete er mit Richard Bargel, mit dem zwei Alben entstanden; seit 2012 ist er in der Band von Major Heuser unterwegs. Er spielte auch mit Christopher Cross und Peter Herbolzheimer.